# Sky (grattacielo)
Sky, chiamato anche  605 West 42nd Street, è un grattacielo prevalentemente ad uso residenziale di New York.

## Storia
Il gruppo Moinian acquistò il terreno sul quale sorge l'edificio nel 2005 e la costruzione iniziò ufficialmente nel 2008. Nel 2009 però i lavori vennero fermati a causa della Grande Recessione e ripresero solo nel 2013 per poi terminare nel2016.

## Caratteristiche
Il grattacielo, alto 206 metri e con 61 piani, è il sessantaquattresimo edificio più alto della città. Al suo interno presenta più di mille unità abitative e ciò lo rende uno degli edifici più capienti di Manhattan. All'interno sono presenti inoltre una palestra, un mini-parco acquatico, una SPA, una piscina per bambini, un campo da basket regolamentare, due piscine esterne, un parco interno e un piccolo centro commerciale alla base.